# Ősi, Veszprém
Ősi  este un sat în districtul Várpalota, județul Veszprém, Ungaria, având o populație de 2.122 de locuitori (2011). 

## Demografie
Componența etnică a satului Ősi
     Maghiari (98,55%)
     Necunoscut (0,32%)
     Alții (1,14%)
Componența confesională a satului Ősi
     Romano-catolici (41,42%)
     Fără religie (12,54%)
     Reformați (7,21%)
     Necunoscută (36,95%)
     Alte religii (3,2%)
Conform recensământului din 2011, satul Ősi avea 2.122 de locuitori. Din punct de vedere etnic, majoritatea locuitorilor (98,55%) erau maghiari. Apartenența etnică nu este cunoscută în cazul a 0,32% din locuitori. Nu există o religie majoritară, locuitorii fiind romano-catolici (41,42%), persoane fără religie (12,54%) și reformați (7,21%). Pentru 36,95% din locuitori nu este cunoscută apartenența confesională.